# Tulijärvi (sjö i Norra Österbotten)
Tulijärvi är en sjö i Finland. Den ligger i kommunen Muhos i landskapet Norra Österbotten, i den centrala delen av landet, 500 km norr om huvudstaden Helsingfors. Tulijärvi ligger 124,5 meter över havet. Arean är 24,8 hektar och strandlinjen är 4,4 kilometer lång. Sjön  ingår i Uleälvens huvudavrinningsområde.   I omgivningarna runt Tulijärvi växer i huvudsak barrskog.